# Jayro Bustamante
Jayro Bustamante (ur. 7 maja 1977 w Gwatemali) – gwatemalski reżyser, scenarzysta i producent filmowy.
Jego pełnometrażowy debiut, Ixcanul (2015), miał swoją premierę w sekcji konkursowej na 65. MFF w Berlinie, gdzie zdobył Nagrodę im. Alfreda Bauera za innowacyjność. Kolejny obraz, Płacząca kobieta (2019), przyniósł mu nagrodę za reżyserię w sekcji "Venice Days" w ramach 76. MFF w Wenecji. Obydwa filmy twórcy były oficjalnymi kandydatami Gwatemali do Oscara dla najlepszego filmu nieanglojęzycznego. Żaden z nich ostatecznie nominacji nie uzyskał, chociaż Płacząca kobieta - jako pierwszy w historii film gwatemalski - zdobyła nominację do Złotego Globu za najlepszy film nieanglojęzyczny.
Bustamante zasiadał w jury oceniającym filmy debiutantów na 67. MFF w Berlinie (2017).